# Lockheed Martin Canada
Lockheed Martin Canada ist ein Tochterunternehmen des US-amerikanischen Rüstungs- und Technologiekonzerns Lockheed Martin. Das Unternehmen beschäftigt über 600 Mitarbeiter an den Standorten  Montreal, Halifax, Victoria.

## Unternehmensbereiche
- Systeme für Command, Control, Kommunikation, Computer, Waffen und Abwehrsysteme
- Information Management/Information Technology - Informationsverarbeitung und Informationstechnologie
- Naval Combat Systems and Support - Marine Kampfsysteme und technische Unterstützung
- Products and Support - Allgemeiner Produkt Support

Im Jahr 2008 erhielt Lockheed Martin einen 2-Milliarden-Dollar-Auftrag von der kanadischen Regierung. Dieser umfasst die Modernisierung der 12 Halifax-Klasse-Fregatten der kanadischen Navy.